# Костенко Василь Федорович
Василь Федорович Костенко (нар. 14 січня 1936, село Карпилівка, тепер Козелецького району Чернігівської області) — український радянський діяч, міністр лісової промисловості Української РСР. Кандидат економічних наук.

## Біографія
Народився у селянській родині. Освіта вища. Закінчив Українську сільськогосподарську академію, інженер-механік.
Трудову діяльність розпочав у 1958 році. Працював майстром, начальником цеху, начальником виробничо-технічного відділу, директором Житомирського меблевого комбінату, директором виробничого об'єднання «Житомирдерево».
Член КПРС з 1962 року.
З 1985 до листопада 1988 роках — 1-й заступник міністра лісової і деревообробної промисловості Української РСР.
9 листопада 1988 — 1990 року — міністр лісової промисловості Української РСР. З 1990 року — президент промислово-торгової корпорації «Укрліспром» у Києві.
Потім — на пенсії у місті Києві.

## Нагороди
- орден Леніна
- орден Трудового Червоного Прапора
- орден Дружби народів
- медалі
- почесна Грамота Президії Верховної Ради УРСР